# 1125 China
China (asteróide 1125) é um asteróide da cintura principal, a 2,4495785 UA. Possui uma excentricidade de 0,2168754 e um período orbital de 2 020,63 dias (5,53 anos).
China tem uma velocidade orbital média de 16,84079122 km/s e uma inclinação de 3,04115º.
Esse asteróide foi descoberto em 30 de Outubro de 1957 por Zhang Yuzhe.